# Satpuragebirge

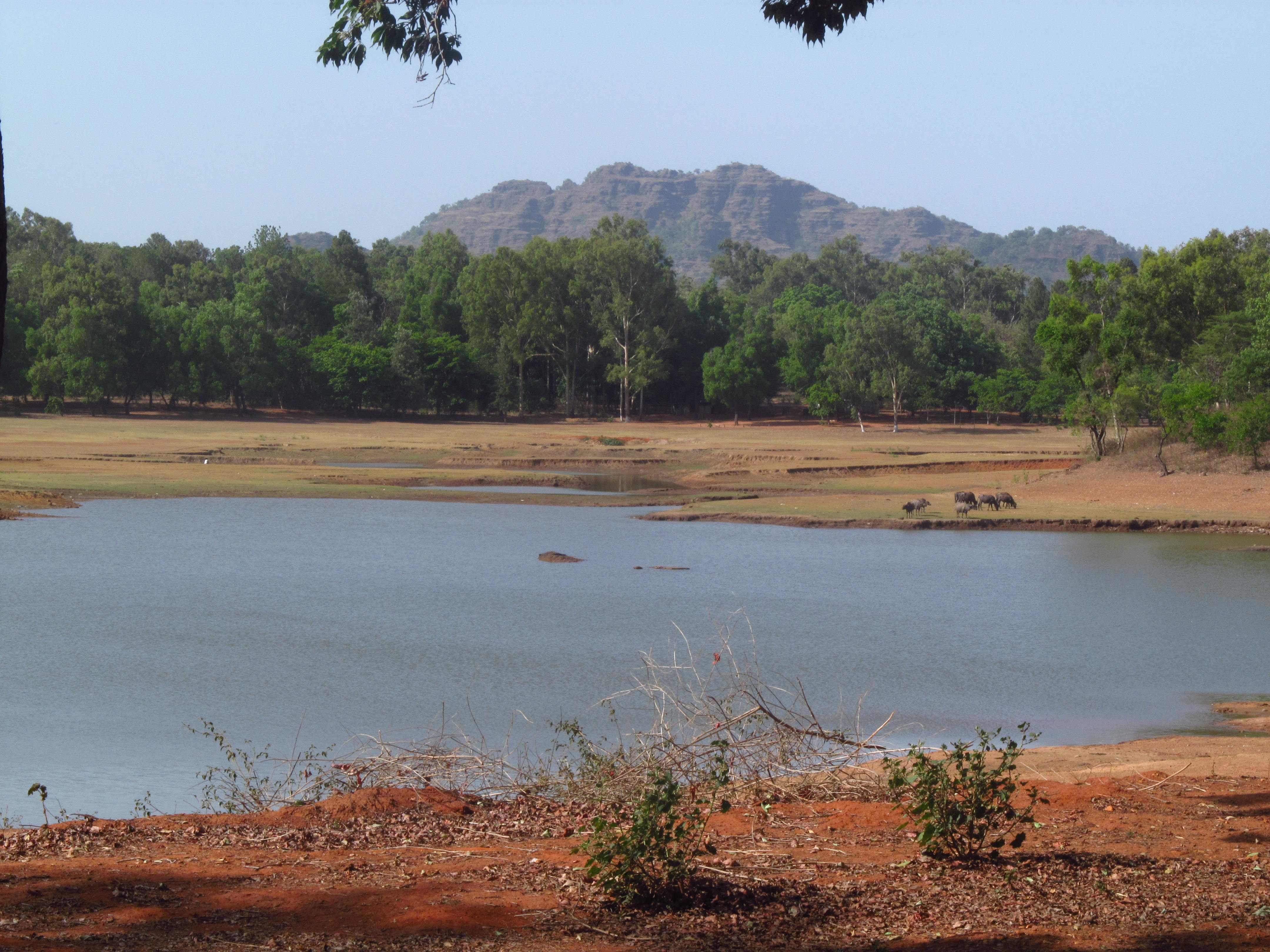
See bei der Pachmarhi Hill Station

Das Satpuragebirge (englisch Satpura Range; Hindi सतपुड़ा, Satapuṛā) ist ein Gebirgszug in Zentralindien; es begrenzt das Hochland von Dekkan nach Norden hin. Zentrum der Gebirgskette sind die Pachmarhi-Hills mit dem ca. 1350 m hohen Dhupgarh (oder Dhoop Garh); einige kleinere Orte dienten den Briten während der Kolonialzeit als Hill Station.

## Lage
Das Satpuragebirge beginnt im Westen östlich der Stadt Bharuch im Osten des Bundesstaats Gujarat, verläuft an der Grenze zwischen Maharashtra und Madhya Pradesh entlang in den Norden von Chhattisgarh. Es verläuft parallel zum Vindhyagebirge, von dem es durch den Fluss Narmada getrennt ist. Im Süden wird es durch den Fluss Tapti begrenzt, im Osten durch das Hochland von Chota Nagpur. Zum Satpuragebirge gehören auch die Gawilgarh- und Mahadeo-Hills sowie die Maikal-Kette im Osten.

## Geschichte
Zusammen mit den Flüssen Narmada und Tapti bildet das Satpuragebirge eine natürliche und nicht leicht zu überwindende Barriere zwischen Nord- und Südindien. Die wenigen Passstraßen wurden von Bergforts kontrolliert, die im 16. und 17. Jahrhundert von den Moguln und im 19. Jahrhundert von den Briten beherrscht wurden (z. B. Asirgarh-Fort).

## Hydrologie
In nördlicher Richtung wird das Wasser in die Narmada geführt. Der nordöstliche Teil des Satpuragebirges entwässert in den Fluss Son, der Südosten in die Mahanadi und der Süden in die Wainganga, die in die Godavari mündet. Im Südwesten wird das Satpuragebirge durch den Fluss Tapti begrenzt und entwässert.

## Natur
Früher war das Satpuragebirge dicht bewaldet, heutzutage sind jedoch die flacheren Bereiche gerodet. Nur einige Waldbestände bestehen weiter. Im mittleren Bereich des Satpura-Gebirges im Distrikt Narmadapuram wurde im Jahr 1981 der 524 km² große Satpura-Nationalpark eingerichtet. Dieser beherbergt u. a. Tiger, Gaure, Rothunde, Kragenbären, Vierhornantilopen und Hirschziegenantilopen.
Der Osten erhält durch den Monsun stärkere Niederschläge und ist ebenso wie die Ostghats mit laubwerfenden Feuchtwäldern bedeckt, deren Kennart der Salbaum (Shorea robusta) ist. In Richtung Westen wird die Dürrezeit immer ausgedehnter, und der Teakbaum (Tectona grandis) mischt sich mehr und mehr in die Vegetation, man spricht von laubabwerfenden Trockenwäldern.